# Flueggea
Flueggea ist eine Pflanzengattung innerhalb der Familie Phyllanthaceae. Die etwa 16 Arten sind meist in tropischen bis subtropischen und manche in warm-gemäßigten Gebieten weitverbreitet.

## Beschreibung

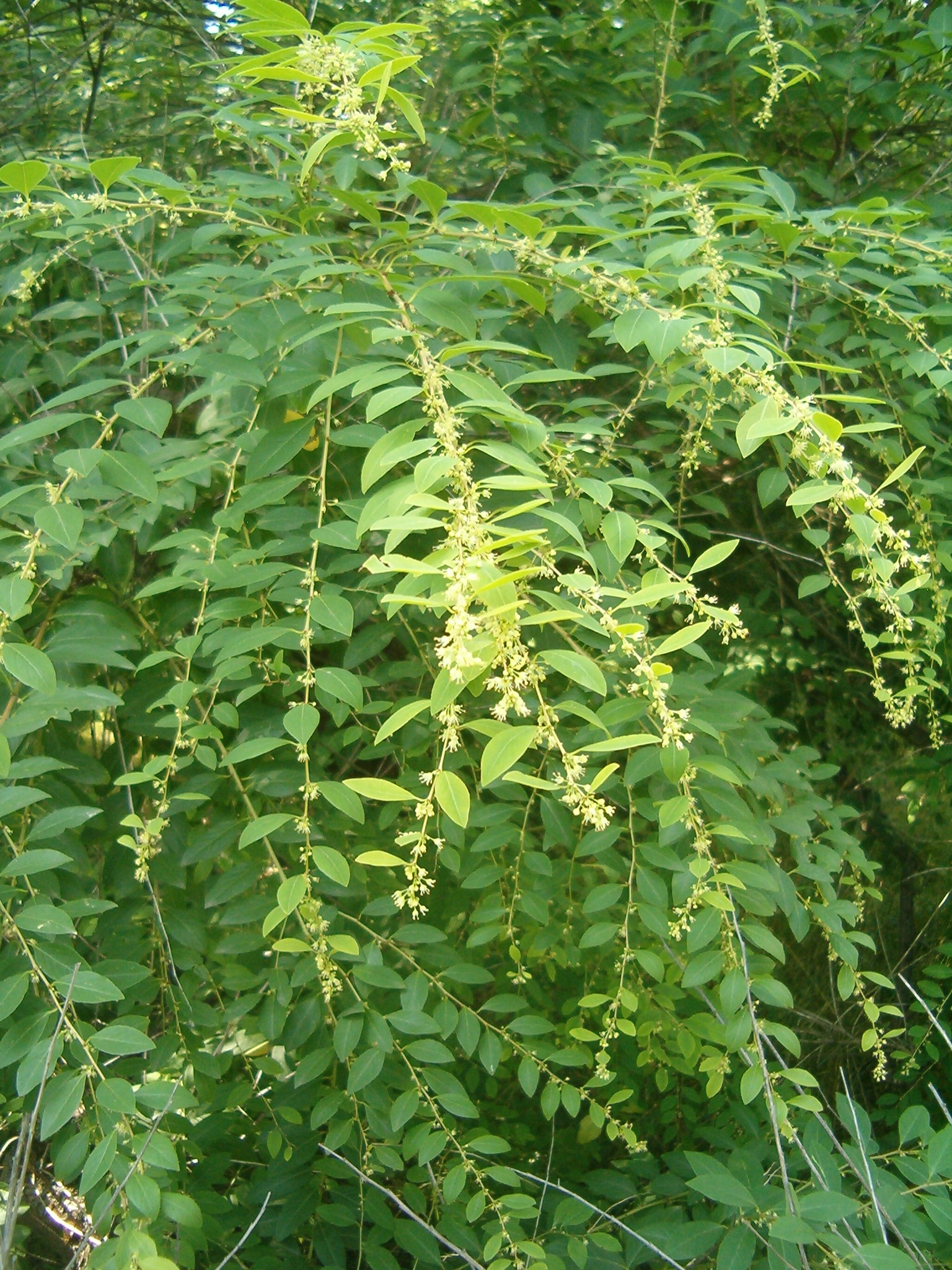
Habitus eines männlichen Pflanzenexemplares von Flueggea suffruticosa

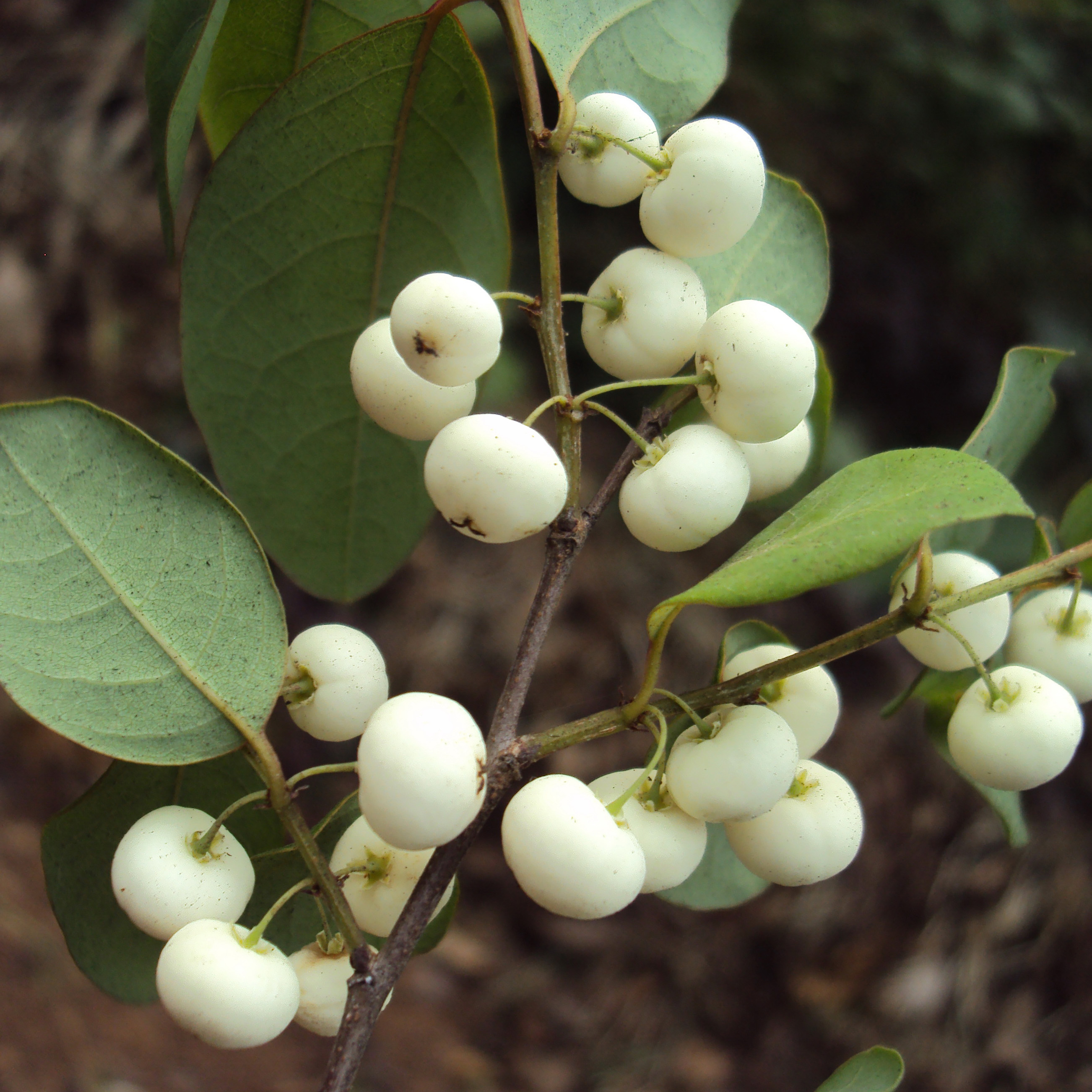
Zweig mit gestielten, einfachen Laubblättern und Früchten von Flueggea leucopyrus

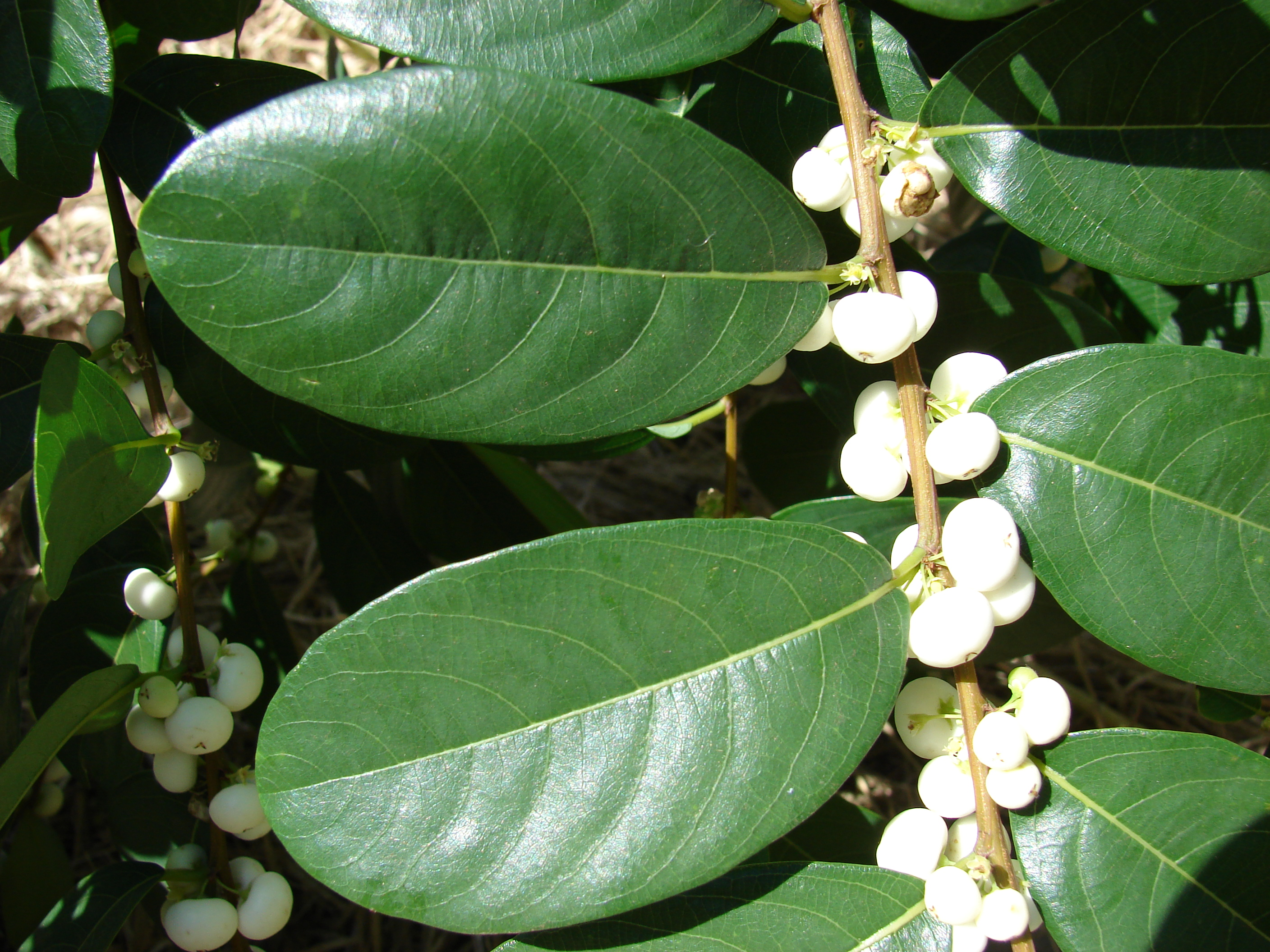
Zweig mit wechselständig und zweizeilig angeordneten, gestielten, einfachen Laubblättern und Früchten von Flueggea virosa

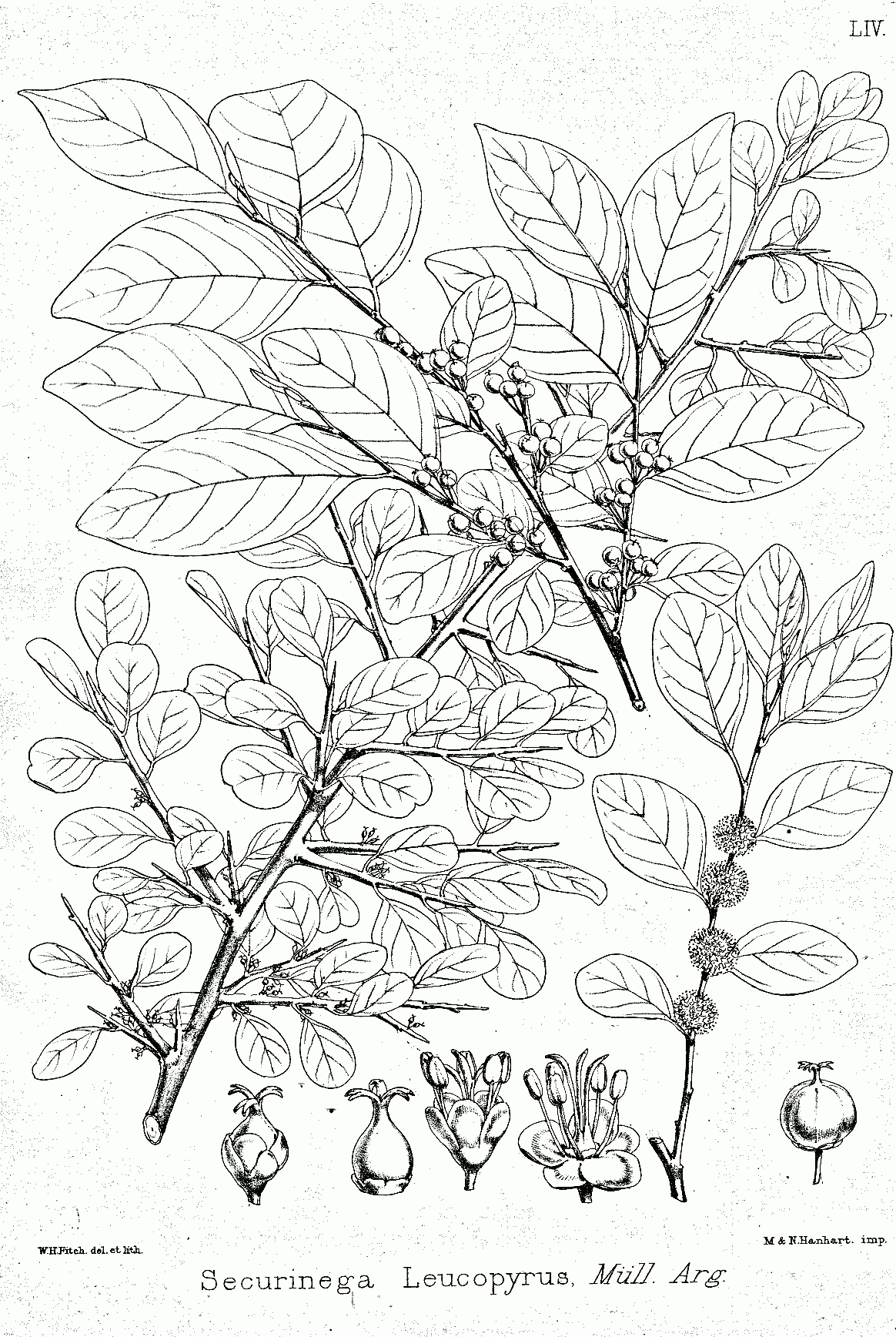
Illustration von Flueggea leucopyrus aus D. Brandis: Illustrations of the Forest Flora of North-West and Central India, 1874, Tafel 54

### Vegetative Merkmale
Bei Flueggea-Arten handelt es sich um verholzende Pflanzen, die als aufrechte Sträucher oder kleine Bäume wachsen. An allen Pflanzenteilen ist kein Indumentum vorhanden. Die monopodial plagiotrop angeordneten Zweige bilden manchmal Dornenspitzen. Die Rinde der Zweige ist selten mit einfachen Trichomen behaart.
Die wechselständig und oft zweizeilig an den Zweigen angeordneten Laubblätter sind in Blattstiel und Blattspreite gegliedert. Die Blattstiele sind relativ kurz. Die pergamentartigen, einfachen, symmetrischen Blattspreiten besitzen glatte Oberflächen. Die Blattränder glatt oder selten gesägt. Es liegt Fiedernervatur vor. Die Nebenblätter sind relativ klein, dreieckig mit spitzem oberen Ende.

### Generative Merkmale
Bei Flueggea-Arten sind meist zweihäusig getrenntgeschlechtig (diözisch) oder selten einhäusig getrenntgeschlechtig (monözisch). Die Blüten stehen einzeln direkt an den Zeigen oder zu mehreren in seitenständigen, büscheligen oder seltener traubigen oder rispigen Blütenständen. Es sind Deckblätter vorhanden. Je Knoten sind meist mehrere männliche Blüten oder eine bis einige weibliche Blüten vorhanden.
Die immer eingeschlechtigen Blüten sind radiärsymmetrisch und relativ klein. Die ungleichen Kelchblätter überlappen sich dachziegelartig. Kronblätter fehlen. Bei den männlichen Blüten sind die Blütenstiele relativ kurz und schlank. Die männlichen Blüten sind vier- bis sieben-, aber meist fünfzählig. Ihre vier bis sieben, aber meist fünf Kelchblätter sind schuppenförmig, ganzrandig oder gesägt. Der gelappte Diskus besteht vier bis sieben, aber meist fünf interstaminalen Drüsen, die mit den Kelchblättern abwechseln. Die vier bis sieben, aber meist fünf untereinander freien Staubblätter sind an der Basis des Diskus inseriert und länger als die Kelchblätter. Die aufrechten Staubbeutel bestehen aus zwei Theken und öffnen sich mit Längsschlitzen. Die rudimentären Stempel sind relativ klein und zwei- oder dreilappig. Die weiblichen Blüten haben dünne, bleistiftförmige bis eckige Blütenstiele, die sich bis zur Fruchtreife vergrößern. Die Kelchblätter der weiblichen Blüten gleichen denen der männlichen Blüten. Der Diskus ist untertassen- oder kniescheibenförmig, manchmal verdickt, einfach oder gelappt. Der meist flache, nur manchmal verdickte Diskus ist ringförmig und einfach oder leicht fünf- oder sechslappig. Die Fruchtknoten sind zwei- oder vier-, aber meist dreikammerig mit zwei Samenanlagen je Fruchtknotenkammer. Der höchstens kurze meist nicht erkennbare Griffel ist und endet in einer freien, ausgebreiteten oder zurückgekrümmten, einfachen oder zweiteiligen Narbe.
Die Früchte sind runde oder dreilappige Kapselfrüchte, die sich lokulizig mit drei Fruchtklappen öffnen und drei Spaltfrüchte bilden oder bleiben auch Reif geschlossen und sind mehr oder weniger beerenartig, bis zur Größe einer Erbse. Die Columella, Narbe und die Kelchblätter sind auf den Früchten noch erhalten. Die Fruchtfächer enthalten meist zwei Samen. Die Samen sind meist dreikantig. Die Samenschale (Testa) ist relativ dünn, krustig, weich, glatt bis netzförmig oder warzig, manchmal am Hilum eingeschnürt. Es ist reichlich Endosperm ausgebildet. Der Embryo ist gerade bis deutlich gekrümmt, ohne Chlorophyll. Die Keimblätter (Kotyledonen) sind flach, breiter und viel länger als die Keimwurzel (Radicula).
Die Chromosomengrundzahl beträgt x = 13.

## Standorte
Die etwa 16 Flueggea-Arten gedeihen hauptsächlich von tropischen bis subtropischen Gebieten und einige kommen auch in warm-gemäßigten Gebieten Ostasiens und des Mittelmeerraumes vor. Sie wachsen in Saisonaler Vegetation, im Regen- und Bergwald, in tropischen Savannen, in laubabwerfenden Wäldern und Buschland; manchmal auch auf Kalkstein. Sie kommt in Höhenlagen von 0 bis zu 3000 Metern vor.

## Systematik und Verbreitung

### Taxonomie
Die Gattung Flueggea wurde 1806 durch Carl Ludwig von Willdenow in Species Plantarum, Editio quarta, Volume 4, Issue 2, Seite 637 und 757–758 (dort Fluggea geschrieben) aufgestellt. Der Gattungsname Flueggea ehrt den deutschen Botaniker Johannes Flüggé (1775–1816), der sich auf Kryptogamen spezialisiert hatte. Typusart ist Flueggea leucopyrus Willd. Willdenow verwendete Fluggea als Schreibweise, aber im Artikel 60.6 des Internationalen Code der Nomenklatur für Algen, Pilze und Pflanzen wurde durch McNeill et al. 2006, 106 festgelegt, dass Flueggea die zu verwendende Schreibweise ist.
Synonyme für Flueggea Willd. sind: Fluggea Willd. orth. var., Acidoton P.Browne nom. rej., Bessera Spreng. nom. illeg., Coilmeroa Endl., Colmeiroa Reut., Geblera Fisch. & C.A.Mey., Neowawraea Rock, Pleiostemon Sond., Richeriella Pax & K.Hoffm., Villanova Pourr. ex Cutanda.

### Äußere Systematik
Die Gattung Flueggea gehört zur Subtribus Flueggeinae aus der Tribus Phyllantheae in der Unterfamilie Phyllanthoideae innerhalb der Familie Phyllanthaceae. Der Umfang der Gattung Flueggea hat sich wesentlich geändert. Lange Zeit (Pax und K. Hoffmann 1931) waren alle Arten in die Gattung Securinega Comm. ex A.Juss. nom. cons. eingeordnet. Grady L. Webster teilte 1984 die Arten in die beiden Gattungen Flueggea und Securinega auf. Nur die Arten Madagaskars und der Maskarenen verbleiben in der Gattung Securinega. Flueggea  wurde monophyletisch, als die einzige Art der Gattung Richeriella mit eingegliedert wurde.

### Arten und ihre Verbreitung
Flueggea-Arten sind weitverbreitet in Asien, Afrika und Inseln in den Ozeanen, mit nur drei Arten in Südamerika und einer Art auf der Iberischen Halbinsel. In China kommen vier Arten vor, eine davon nur dort. Drei Arten kommen in Malesien vor.
Es gibt etwa 16 Arten in der Gattung Flueggea:
- Flueggea acicularis (Croizat) G.L.Webster (Syn.: Securinega acicularis Croizat): Sie kommt in den chinesischen Provinzen westliches Hubei, östliches Sichuan sowie Yunnan vor.[2]
- Flueggea acidoton (L.) G.L.Webster (Syn.: Adelia acidoton L., Adelia gracilis Salisb. nom. superfl., Securinega acidoton (L.) Fawc., Flueggea acidothamnus Griseb., Securinega acidothamnus (Griseb.) Müll.Arg., Acidoton acidothamnus (Griseb.) Kuntze): Sie kommt auf den Karibischen Inseln Bahamas, Kuba, Hispaniola, Jamaika, Puerto Rico und Kleinen Antillen vor.[2]
- Flueggea anatolica Gemici: Sie kommt nur in der südlichen Türkei vor.[2]
- Flueggea elliptica (Spreng.) Baill. (Syn.: Phyllanthus ellipticus Kunth nom. illeg., Securinega elliptica (Spreng.) Müll.Arg., Acidoton ellipticus (Spreng.) Kuntze, Phyllanthus rubellus Müll.Arg., Diasperus rubellus (Müll.Arg.) Kuntze): Sie kommt in Ecuador vor.[2]
- Flueggea flexuosa Müll.Arg.[2] (Syn.: Securinega flexuosa (Müll.Arg.) Müll.Arg., Acidoton flexuosus (Müll.Arg.) Kuntze, Phyllanthus acuminatissimus C.B.Rob., Securinega acuminatissima (C.B.Rob.) C.B.Rob., Securinega samoana Croizat): Sie kommt von den Philippinen bis zu den südwestlichen pazifischen Inseln vor.
- Flueggea gracilis (Merr.) Petra Hoffm. (Syn.: Baccaurea gracilis Merr., Richeriella gracilis (Merr.) Pax & K.Hoffm., Richeriella malayana Hend., Richeriella malayana var. macrocarpa Airy Shaw)[2] Diese Neukombination erfolgte 2006. Sie kommt in Hainan, auf der Thailändischen Halbinsel und in Palawan vor.
- Flueggea jullienii (Beille) G.L.Webster (Syn.: Phyllanthus jullienii Beille): Sie kommt in Kambodscha, Laos sowie Vietnam vor.[2]
- Flueggea leucopyrus Willd. (Syn.: Phyllanthus leucopyrus (Willd.) J.Koenig ex Roxb., Securinega leucopyrus (Willd.) Müll.Arg., Cicca leucopyrus (Willd.) Kurz, Acidoton leucopyrus (Willd.) Kuntze, Phyllanthus lucena B.Heyne ex Roth, Xylophylla lucena Roth, Flueggea xerocarpa A.Juss., Phyllanthus albicans Benth. nom. nud., Flueggea wallichiana Baill. nom. illeg.) Sie kommt von Äthiopien bis Somalia, auf Socotra sowie der Insel Sajid, in Sri Lanka, Indien, Pakistan, Myanmar und in den chinesischen Provinzen Sichuan sowie Yunnan vor.[2]
- Flueggea monticola G.L.Webster: Sie kommt in den chinesischen Provinzen Sichuan sowie Yunnan vor.[2]
- Flueggea neowawraea W.J.Hayden (Syn.: Neowawraea phyllanthoides Rock, Drypetes phyllanthoides (Rock) Sherff): Sie kommt auf Hawaiianischen Inseln vor.[2]
- Flueggea schuechiana (Müll.Arg.) G.L.Webster (Syn.: Securinega schuechiana Müll.Arg., Acidoton schuechianus (Müll.Arg.) Kuntze): Sie kommt nur im brasilianischen Bundesstaat Pernambuco vor.[2]
- Flueggea spirei Beille: Sie kommt nur in Laos vor.[2]
- Flueggea suffruticosa (Pall.) Baill. (Syn.: Pharnaceum suffruticosum Pall., Geblera suffruticosa (Pall.) Fisch. & C.A.Mey., Securinega suffruticosa (Pall.) Rehder, Xylophylla ramiflora Aiton, Phyllanthus ramiflorus (Aiton) Pers., Securinega ramiflora (Aiton) Müll.Arg. nom. illeg., Acidoton ramiflorus (Aiton) Kuntze, Xylophylla parviflora Bellardi ex Colla, Geblera chinensis Rupr., Geblera sungariensis Rupr., Phyllanthus fluggeoides Müll.Arg., Securinega fluggeoides (Müll.Arg.) Müll.Arg., Acidoton flueggeoides (Müll.Arg.) Kuntze, Flueggea flueggeoides (Müll.Arg.) G.L.Webster, Securinega japonica Miq., Flueggea japonica (Miq.) Pax nom. illeg., Securinega suffruticosa var. amamiensis Hurus., Phyllanthus trigonocladus Ohwi, Flueggea trigonoclada (Ohwi) T.Kuros., Securinega multiflora S.B.Liang): Sie ist im gemäßigten Asien verbreitet.[2]
- Flueggea tinctoria (L.) G.L.Webster (Syn.: Rhamnus tinctoria L., Securinega tinctoria (L.) Rothm., Adelia virgata Poir., Securinega virgata (Poir.) Maire, Colmeiroa buxifolia (Poir.) Reut., Villanova buxifolia (Poir.) Pourr., Securinega buxifolia (Poir.) Müll.Arg., Acidoton buxifolius (Poir.) Kuntze): Sie kommt auf der Iberischen Halbinsel vor.[2]
- Flueggea verrucosa (Thunb.) G.L.Webster (Syn.: Phyllanthus verrucosus Thunb., Pleiostemon verrucosus (Thunb.) Sond., Securinega verrucosa (Thunb.) Benth. ex Pax, Diasperus verrucosus (Thunb.) Kuntze): Sie kommt in den südafrikanischen Provinzen Ostkap sowie KwaZulu-Natal vor.[2]
- Flueggea virosa (Roxb. ex Willd.) Royle (Syn.: Phyllanthus virosus Roxb. ex Willd., Securinega virosa (Roxb. ex Willd.) Baill., Acidoton virosus (Roxb. ex Willd.) Kuntze): Es gibt drei Unterarten:[2]
  - Flueggea virosa subsp. himalaica  D.G.Long: Sie kommt im zentralen Himalaya von Assam bis Nepal und bis Myanmar vor.[2]
  - Flueggea virosa subsp. melanthesoides (F.Muell.) G.L.Webster (Syn.: Leptonema melanthesoides F.Muell., Flueggea melanthesoides (F.Muell.) F.Muell., Securinega melanthesoides (F.Muell.) Airy Shaw, Securinega virosa var. australiana Baill., Securinega keyensis Warb., Flueggea keyensis (Warb.) Boerl., Flueggea novoguineensis Valeton ex Hallier f., Flueggea virosa var. aridicola Domin, Securinega melanthesoides var. aridicola (Domin) Airy Shaw): Sie kommt in Neuguinea und im nördlichen Australien vor.[2]
  - Flueggea virosa (Roxb. ex Willd.) Royle subsp. virosa (Syn.: Phyllanthus hamrur Forssk. nom. rej., Diasperus hamrur (Forssk.) Kuntze, Xylophylla obovata Willd., Securinega obovata (Willd.) Müll.Arg., Cicca obovata (Willd.) Kurz, Flueggea obovata (Willd.) Wall. ex Fern.-Vill. nom. illeg., Acidoton obovatus (Willd.) Kuntze, Bessera inermis Spreng., Drypetes bengalensis Spreng. nom. superfl., Flueggea microcarpa Blume, Securinega microcarpa (Blume) Müll.Arg., Phyllanthus obtusus Schrank, Phyllanthus angulatus Schumach. & Thonn., Flueggea angulata (Schumach. & Thonn.) Schrank, Phyllanthus dioicus Schumach. & Thonn., Bradleia dioica (Schumach. & Thonn.) Gaertn. ex Vahl, Phyllanthus retusus Roxb. nom. illeg., Flueggea retusa Voigt, Cicca pentandra Blanco, Phyllanthus lucidus Steud., Phyllanthus polygamus Hochst. ex A.Rich., Securinega abyssinica A.Rich., Flueggea abyssinica (A.Rich.) Baill., Flueggea ovalis Baill., Flueggea phyllanthoides Baill., Acidoton phyllanthoides (Baill.) Kuntze, Phyllanthus leucophyllus Strachey & Winterb. ex Baill., Phyllanthus reichenbachianus Sieber ex Baill., Flueggea senensis Klotzsch, Securinega grisea Müll.Arg., Acidoton griseus (Müll.Arg.) Kuntze, Securinega leucopyrus Brandis, Diasperus portoricensis Kuntze, Phyllanthus portoricensis (Kuntze) Urb., Conami portoricensis (Kuntze) Britton, Flueggea obovata var. luxurians A.Chev. ex Beille): Sie ist in Afrika und vom subtropischen bis tropischen Asien weitverbreitet. Sie ist in Florida und Puerto Rico ein Neophyt.[2]

### Nicht mehr zur GattungFlueggeagehören
Zahlreiche Arten, die in die Gattung Flueggea eingeordnet waren, wurden im 21. Jahrhundert in andere Gattungen gestellt (Auswahl):
In die Gattung Leptopus Decne.:
- Flueggea capillipes Pax → Leptopus chinensis (Bunge) Pojark.

In die Gattung Ophiopogon Ker Gawl. nom. cons.:
- Flueggea anceps, Flueggea angulata Raf. non (Schumach. & Thonn.) Schrank, Flueggea japonica (Thunb.) Rich. non (Miq.) Pax  → Ophiopogon japonicus (Thunb.) Ker Gawl.
- Flueggea dracaenoides Baker → Ophiopogon dracaenoides (Baker) Hook. f.
- Flueggea dubia Kunth, Flueggea intermedia (D.Don) Kunth, Flueggea jacquemontiana Kunth, Flueggea japonica var. intermedia (D.Don) Schult. f., Flueggea wallichiana Kunth non Baill. → Ophiopogon intermedius D.Don
- Flueggea griffithii Baker → Ophiopogon griffithii (Baker) Hook. f.
- Flueggea jaburan (Siebold) Kunth, Flueggea japonica var. major (Thunb.) Schult. & Schult. f. → Ophiopogon jaburan (Siebold) G.Lodd.
- Flueggea prolifera (Lindl.) Baker → Ophiopogon caulescens (Blume) Backer

In die Gattung Margaritaria L. f.:
- Flueggea eglandulosa Baill., Flueggea major Baill. → Margaritaria anomala (Baill.) Fosberg
- Flueggea fagifolia Pax → Margaritaria discoidea var. fagifolia (Pax) Radcl.-Sm.
- Flueggea nitida Pax → Margaritaria discoidea var. nitida (Pax) Radcl.-Sm.
- Flueggea bailloniana (Müll.Arg.) Pax, Flueggea obovata Baill. non (Willd.) Wall. ex Fern.-Vill. → Margaritaria discoidea var. triplosphaera Radcl.-Sm.

In die Gattung Meineckia Baill.:
- Flueggea hilariana Baill. → Meineckia neogranatensis subsp. hilariana (Baill.) G.L.Webster
- Flueggea meineckia Müll.Arg. → Meineckia phyllanthoides Baill.
- Flueggea trichogynis Baill. → Meineckia trichogynis (Baill.) G.L.Webster

## Trivialnamen
Ein Englischsprachiger Trivialname ist bushweeds. Eine Chinesische Bezeichnung ist 白饭树属 (Pinyin: bai fan shu shu). Die spanische Art Flueggea tinctoria (Färberwegdorn) hat entsprechend den unterschiedlichen Nutzungen die Trivialnamen tamujo, escobón de río, espino de las escobas.